# 안톤갈레아초 벤티볼리오

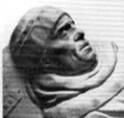

안톤갈레아초 벤티볼리오(Antongaleazzo Bentivoglio, 1385년 경–1435년)는 반역으로 교황청에 의해 처형된 이탈리아 출신의 콘도티에로이다.

## 생애
조반니 1세 벤티볼리오의 아들이며, 아버지가 살해당한 후, 안톤갈레아초는 법을 공배했고 대립교황 요한 23세의 권위에 저항하는 공화정의 지도자였다. 그는 유명 콘도티에로 브라초 다 몬토네를 고용하여, 볼로냐를 점령하게 하였다. 1420년, 그는 사실상의 볼로냐의 군주로 있었으나, 새롭게 선출된 신임 교황인 교황 마르티노 5세에게 카스텔볼로녜세를 대가로 도시를 넘겨준다. 그후 안톤갈레아초는 비록 주목할만한 활약은 없었지만, 콘도티에로로 살았다.
교황군 사령관이라는 그의 지위에도 불구하고 그의 도시에서 추방당한 벤티볼리오는 마침내 1435년 12월 4일에 볼로냐로 돌아올 수 있었다. 하지만, 그의 존재가 교황 특사 다니엘레 다 트레비소(Daniele da Treviso)의 의심을 키웠고 그를 붙잡아 참수형에 쳐했다. 그의 유해는 산 자코모 마조레 바실리카의 벤티볼리오 가문의 채플에 안치됐다.